# Карен Мактір
Карен МакТір (англ. Karen McTear) — британський дипломат. Глава представництва НАТО в Україні (з 2022).

## Життєпис
У 1998 році закінчила Кренфілдський університет, У 1991 році оборонну мовну школу оборони, Біконсфілд. У 1991 році Брістольський університет. Дипломований інститут менеджменту
З 11.1998 по 12.1998 — Офіцер групи підготовки фахівців HMS SULTAN
З 04.2002 по 07.2005 — Помічник військово-морського аташе Посольство Великобританії в РФ.
З 04.2005 по 04.2007 — Керівник планування та стратегічного управління навчання та підбір персоналу, Портсмут
З 09.2007 по 04.2008 — Керівник планами та ресурсами Морська підготовка флагмана
З 05.2008 по 11.2008 — Офіцер економічного штабу, заступник генерал-командувача Багатонаціональні сили Ірак, Багдад.
З 03.2009 по 08.2009 — Офіцер Управління фізичного розвитку ВМС Великої Британії, Портсмут, Велика Британія
З 09.2009 по 09.2011 — Керівник навчання з Програми змін оборонної технічної підготовки Міністерства оборони Великої Британії, Лондон
З 10.2011 по 06.2013 — Штабний офіцер командира групи дій Головнокомандувача штабу НАТО з питань трансформації, Норфолк, штат Вірджинія
З 08.2013 по 08.2014 — Мовна підготовка в Defense Center of Language and Culture, Королівський флот
З 08.2014 по 06.2017 — Аташе з питань оборони Посольства Великої Британії в Україні, Київ
З 11.2017 по 03.2020 — Заступник директора курсів удосконалення командно-штабних курсів Командно-штабного коледжу Оборонної академії Великобританії, Шрівенхем, Оксфордшир, Велика Британія
З 03.2020 по 12.2021 — Офіцер частини військово-морського штабу, що базується в Портсмуті, Королівський флот
З 12.2021 по 01.2022 — Політичні справи, політика безпеки та оборона НАТО.
З 01.2022 — Голова Представництва НАТО в Україні.